# 丹麥駐外機構列表

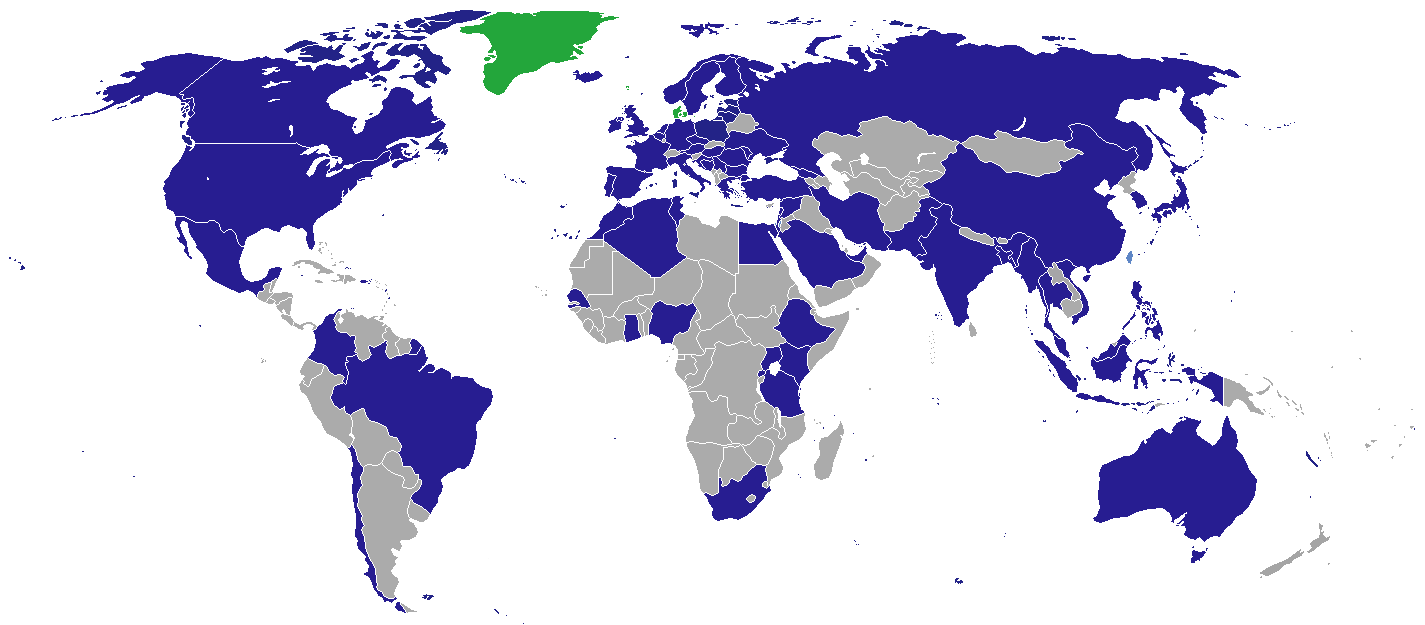
丹麦驻有代表机构的国家

丹麦駐外機構列表為北欧國家丹麦王国派駐外國代表機構之列表，据1962年北欧五国签署的《赫尔辛基条约》，在沒有丹麦外交機構的非歐盟國家中，丹麦公民可以获得北欧其他国家在该国的领事机构的领事保护，另外，丹麦公民也作為歐盟公民，亦有權獲得在該國存在的任何其他歐盟國家外交機構的領事保護。

## 非洲

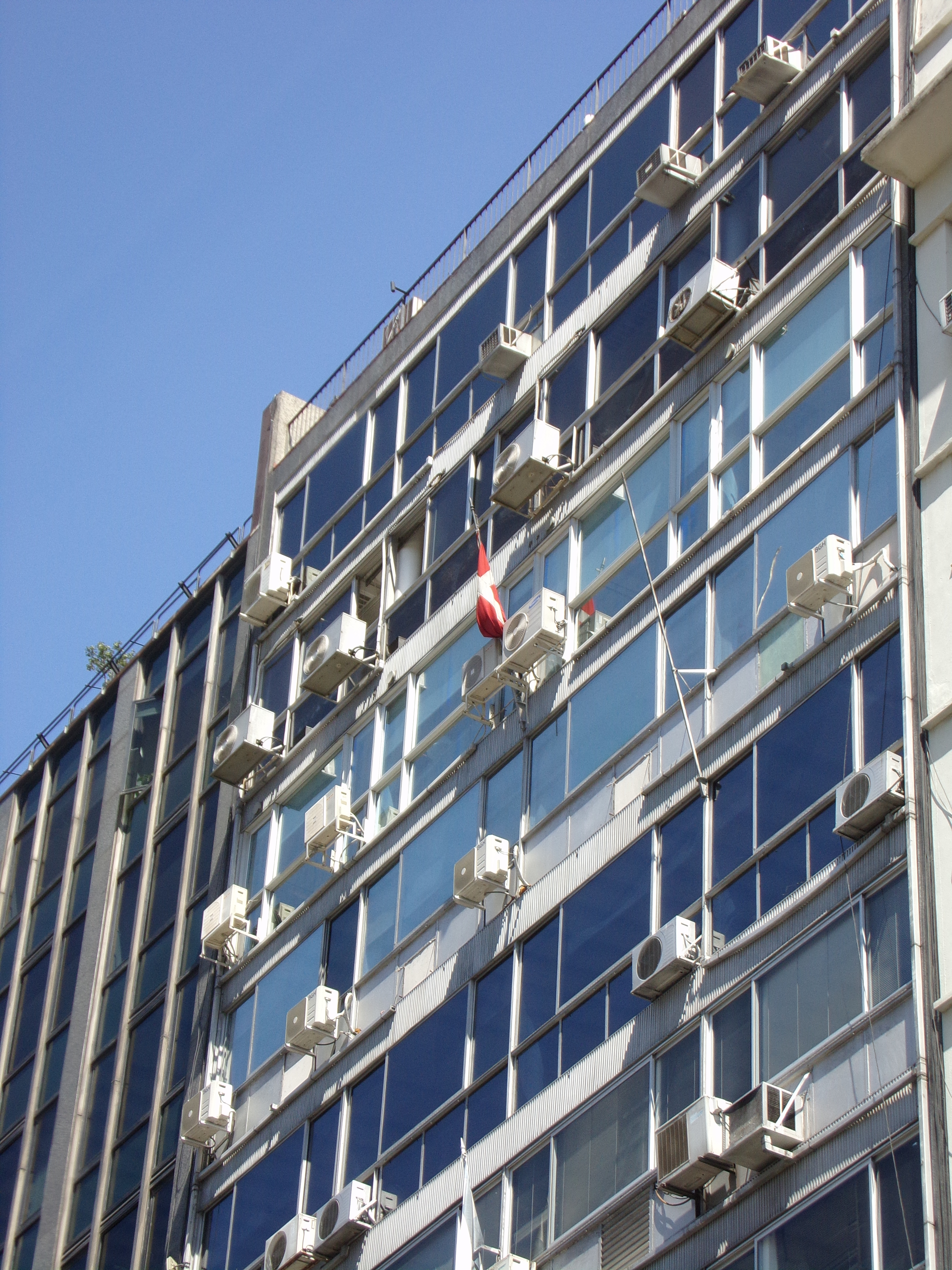
丹麦驻阿根廷大使馆

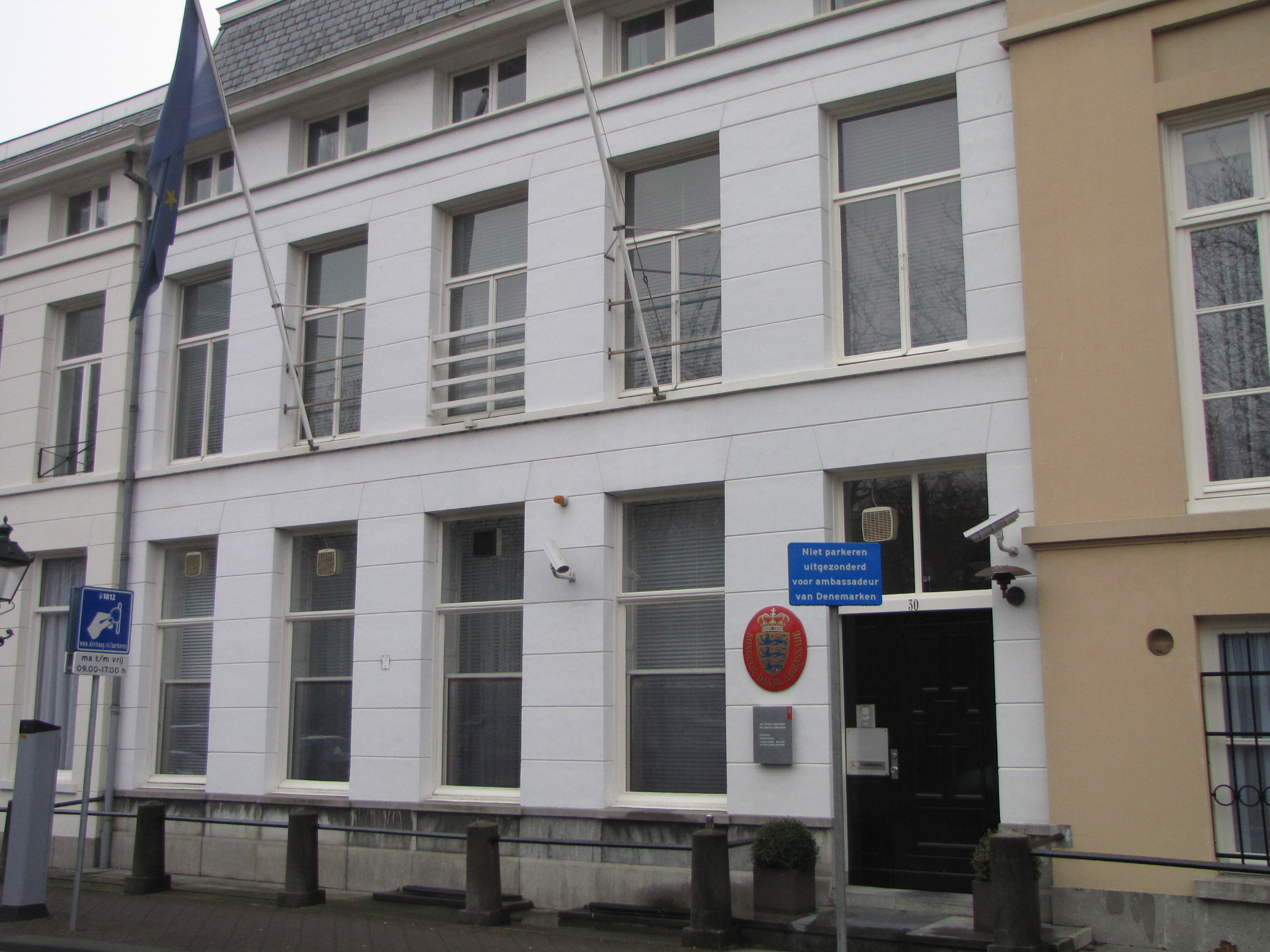
丹麦驻荷兰大使馆

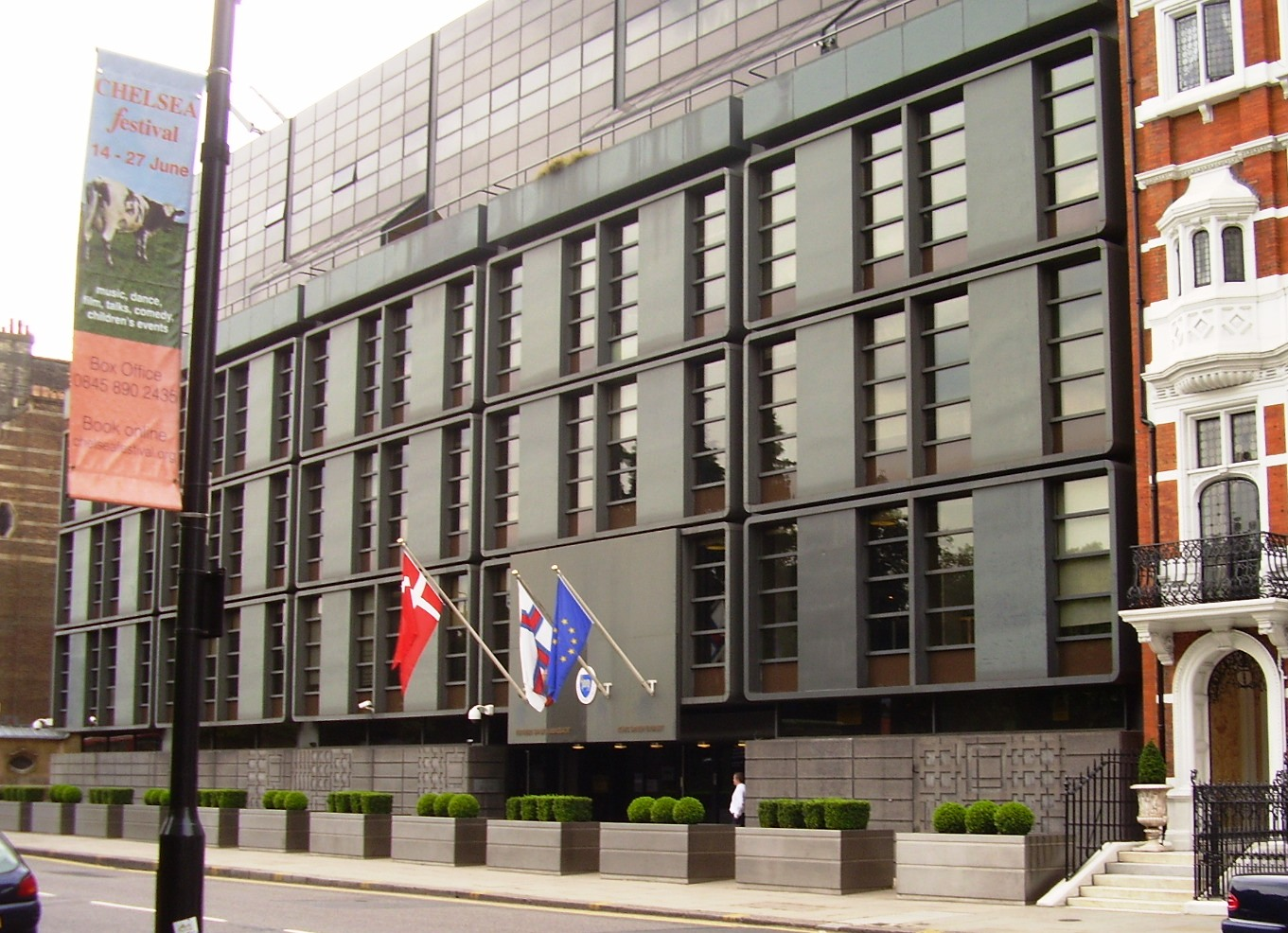
丹麦驻英國大使馆

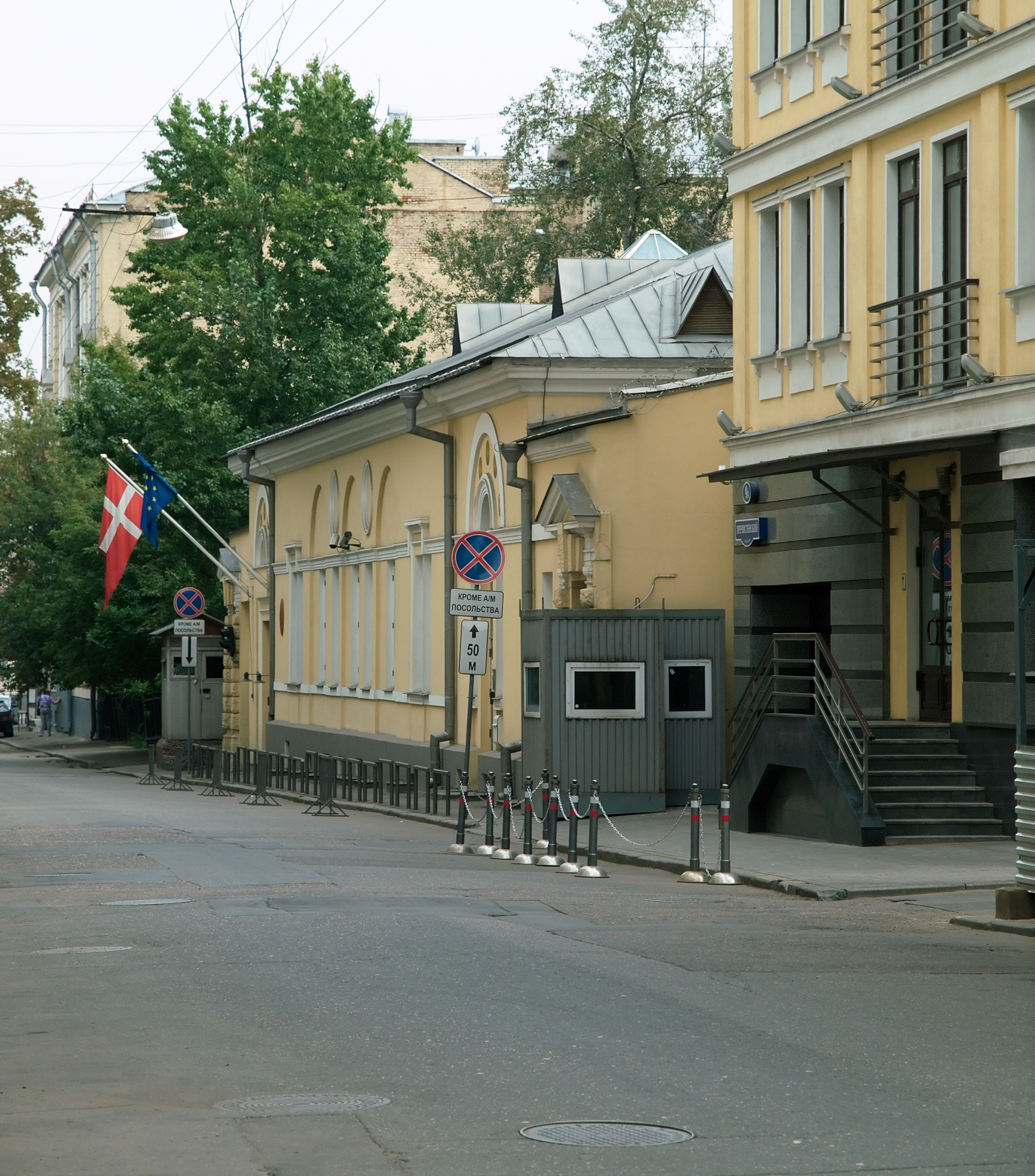
丹麦驻俄罗斯大使馆

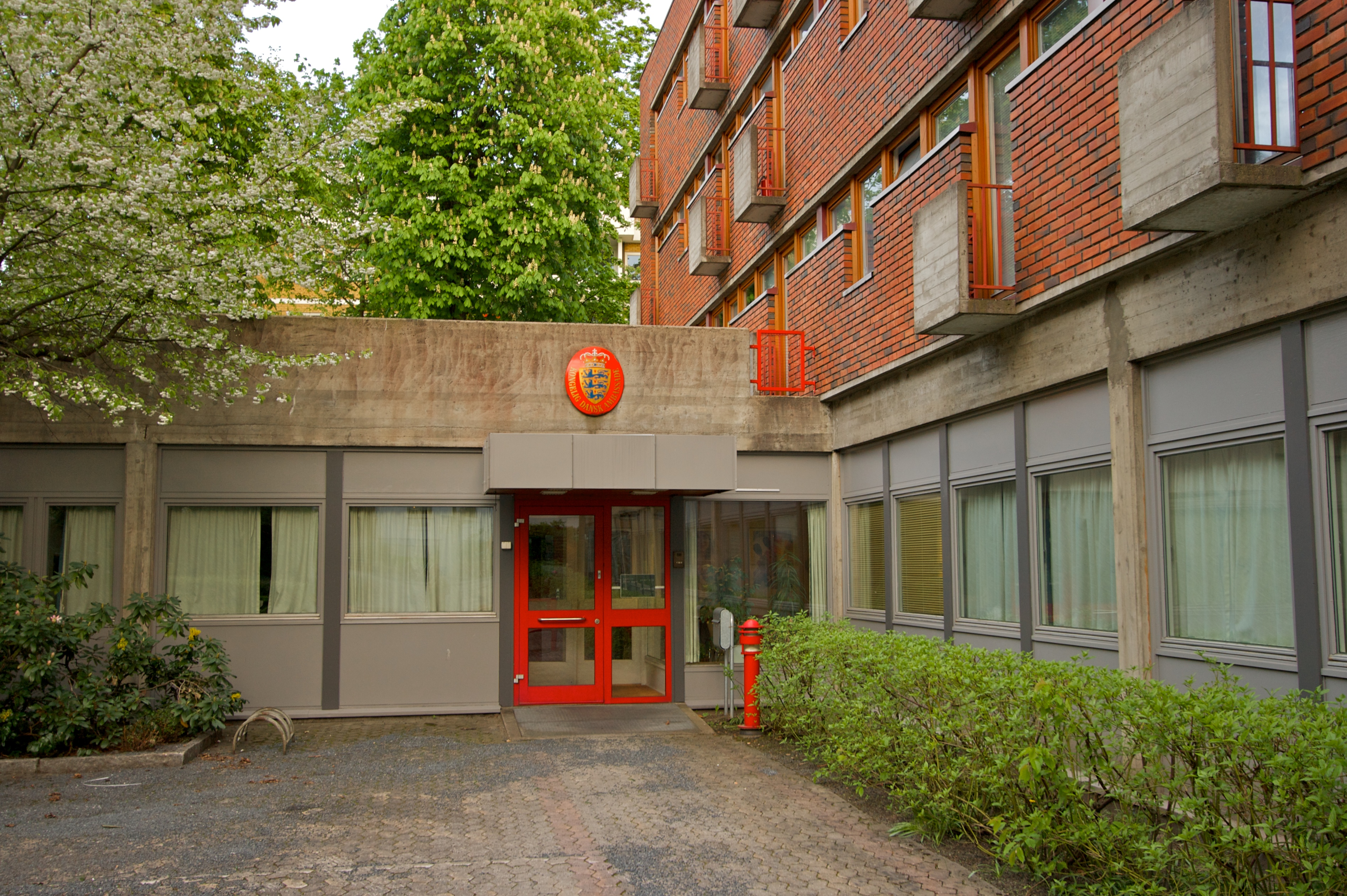
丹麦驻挪威大使馆

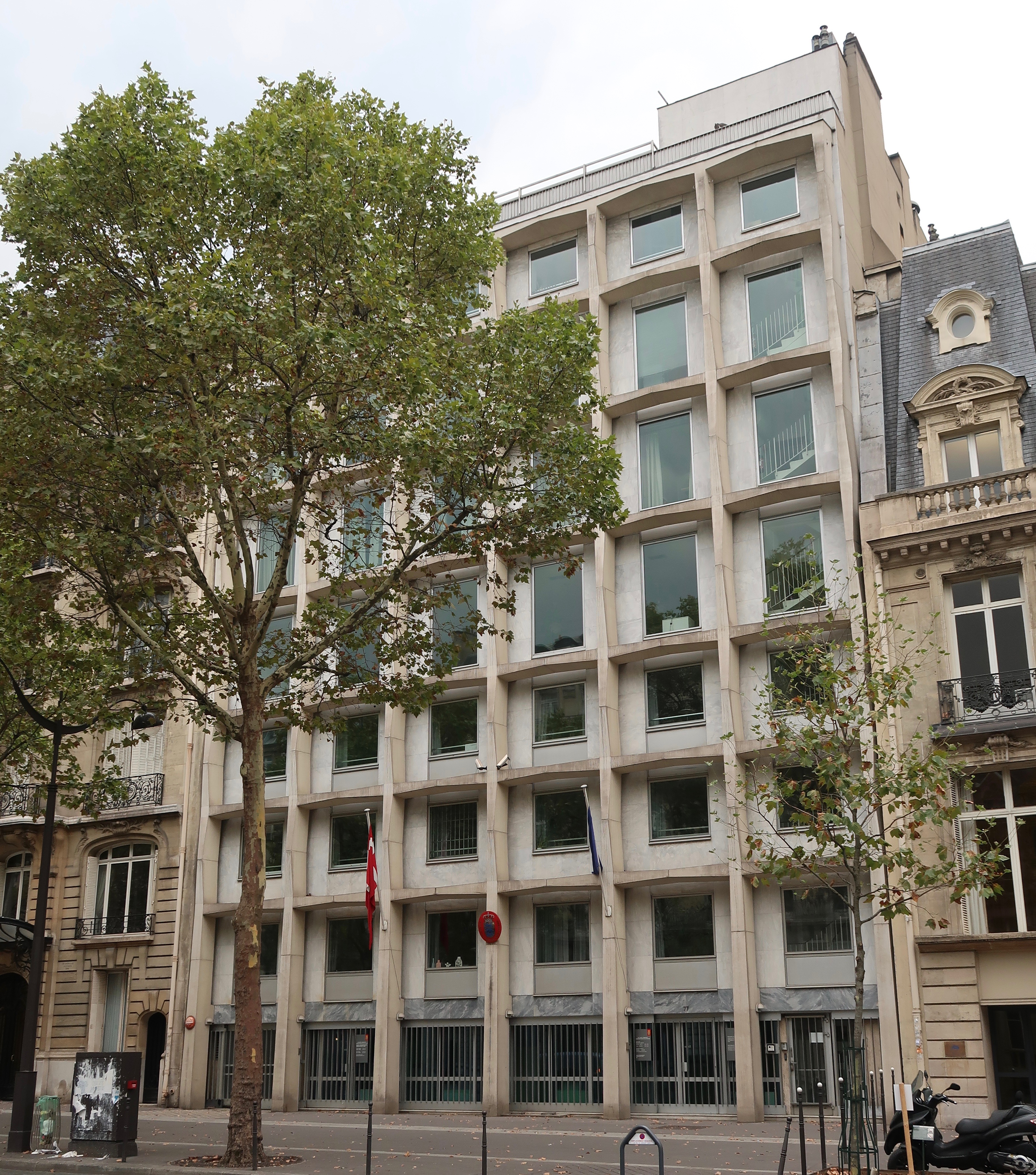
丹麦驻法国大使馆

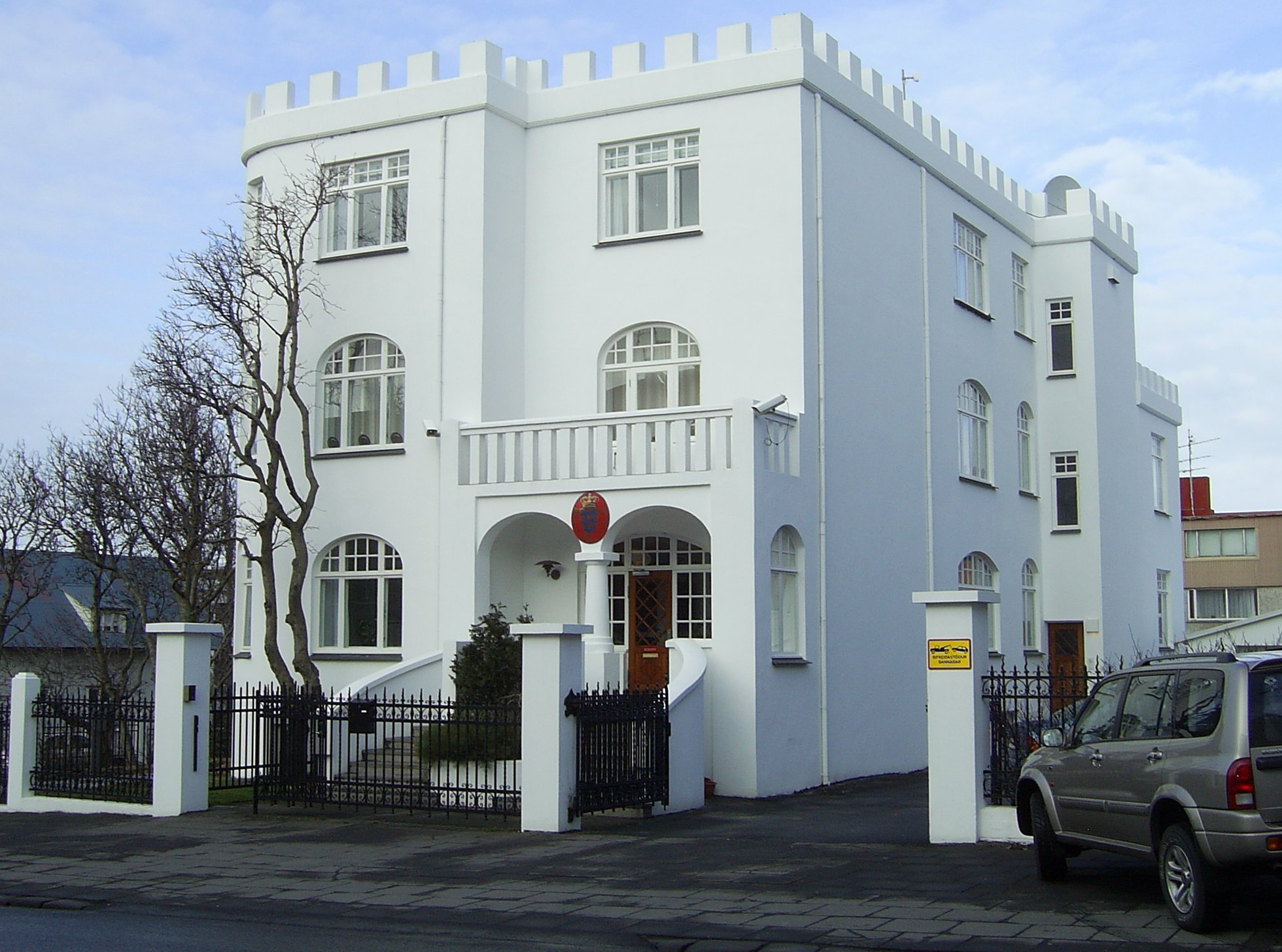
丹麦驻冰岛大使馆

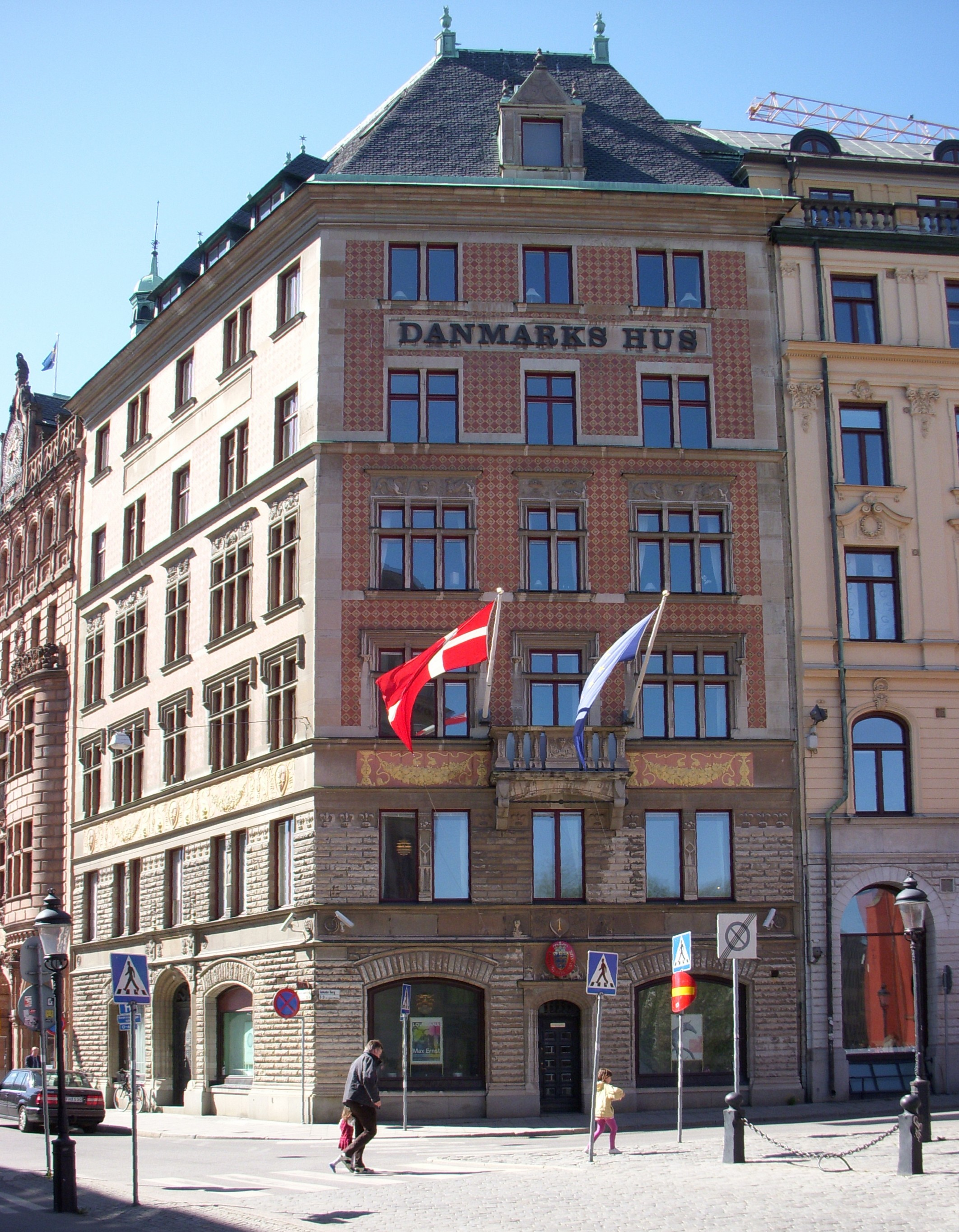
丹麦驻瑞典大使馆

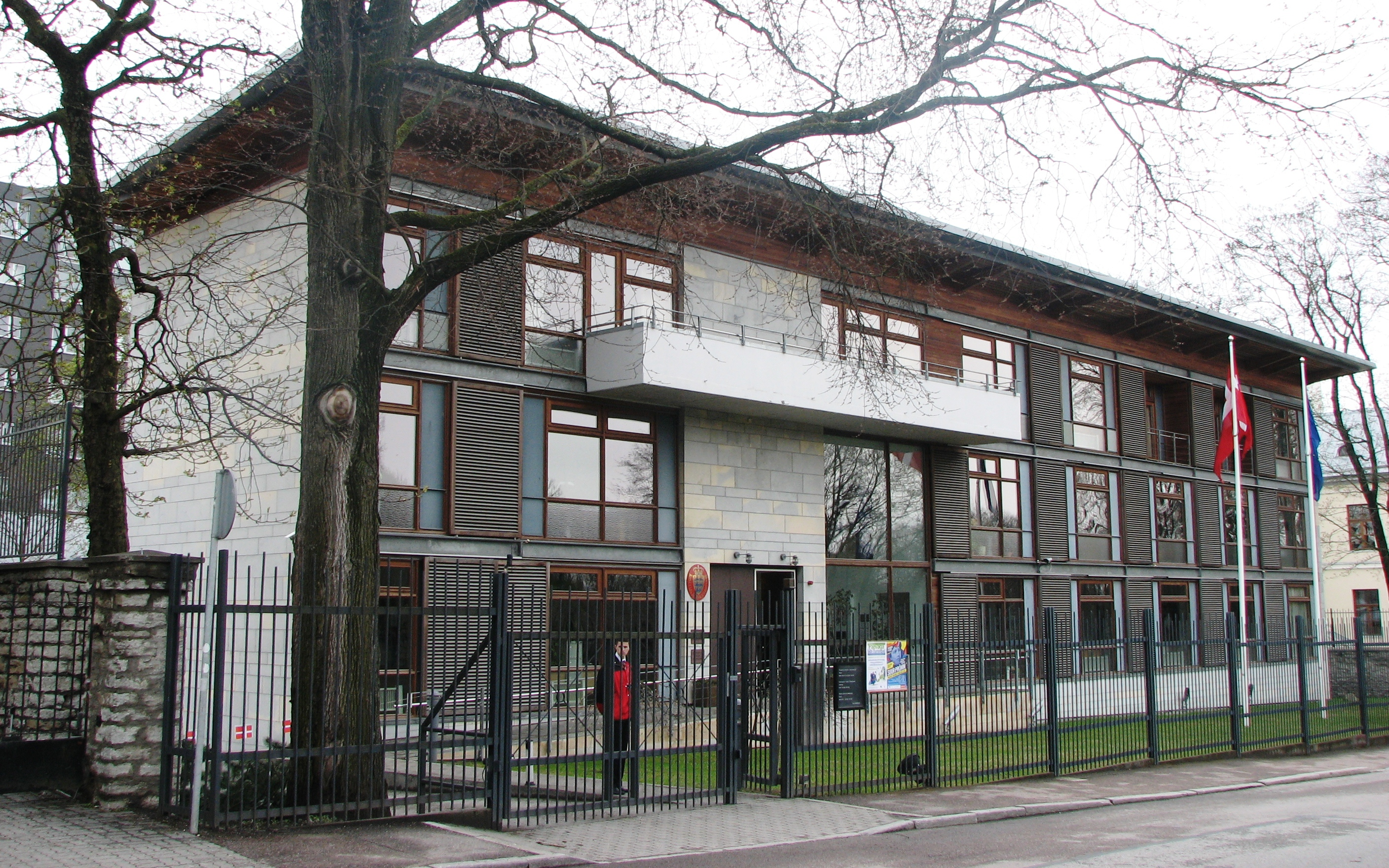
丹麦驻爱沙尼亚大使馆

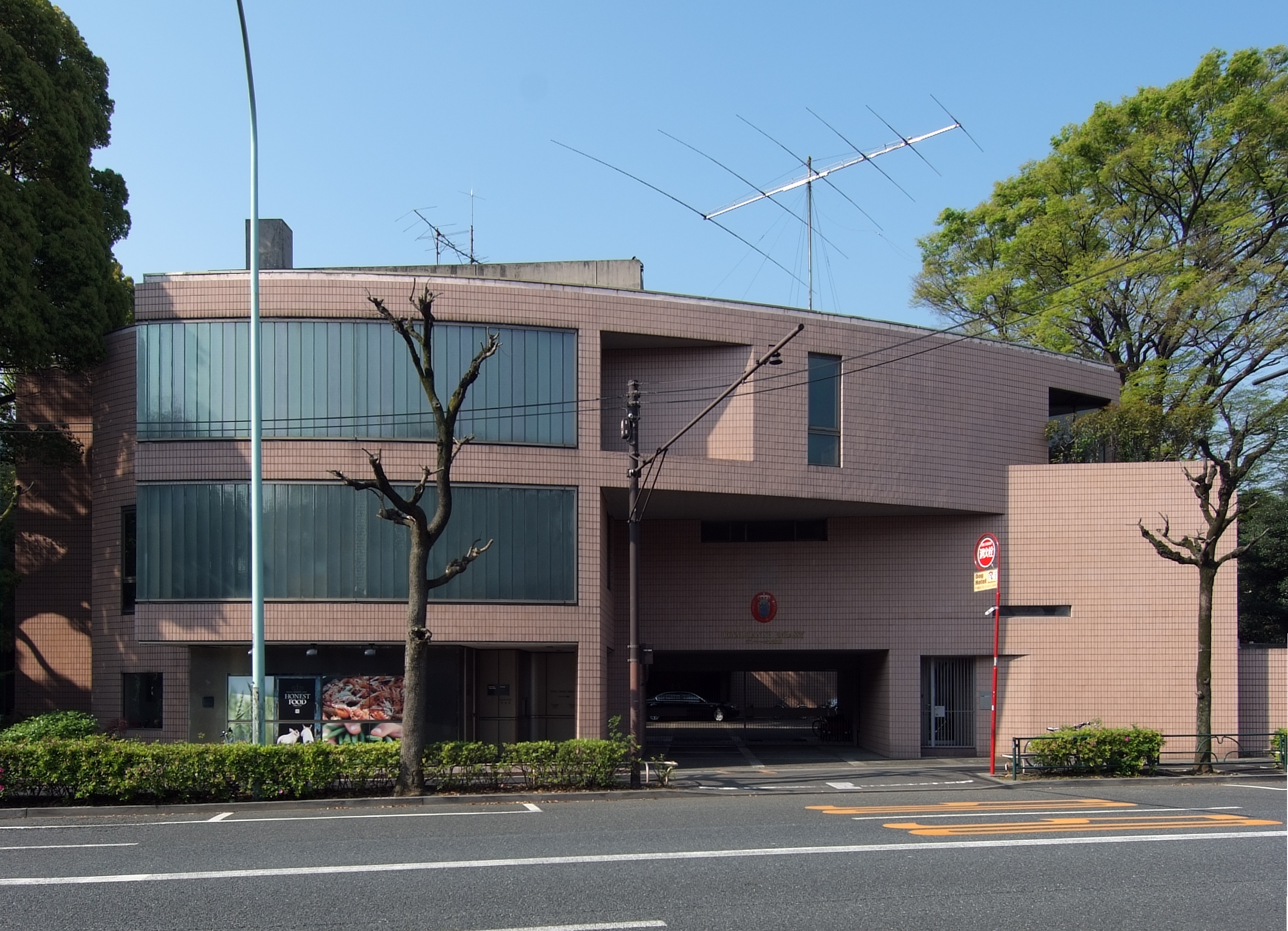
丹麦驻日大使馆

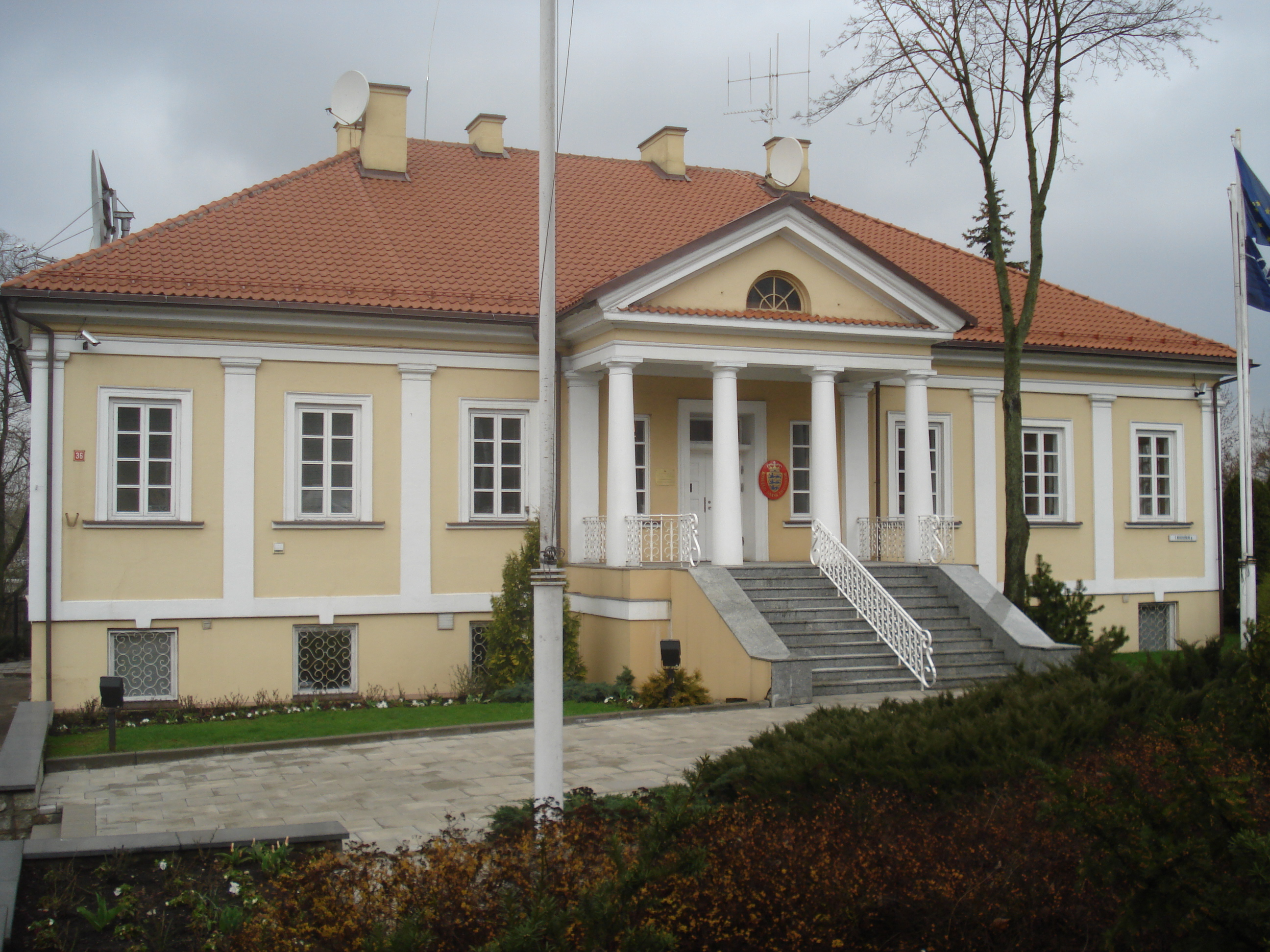
丹麦驻立陶宛大使馆

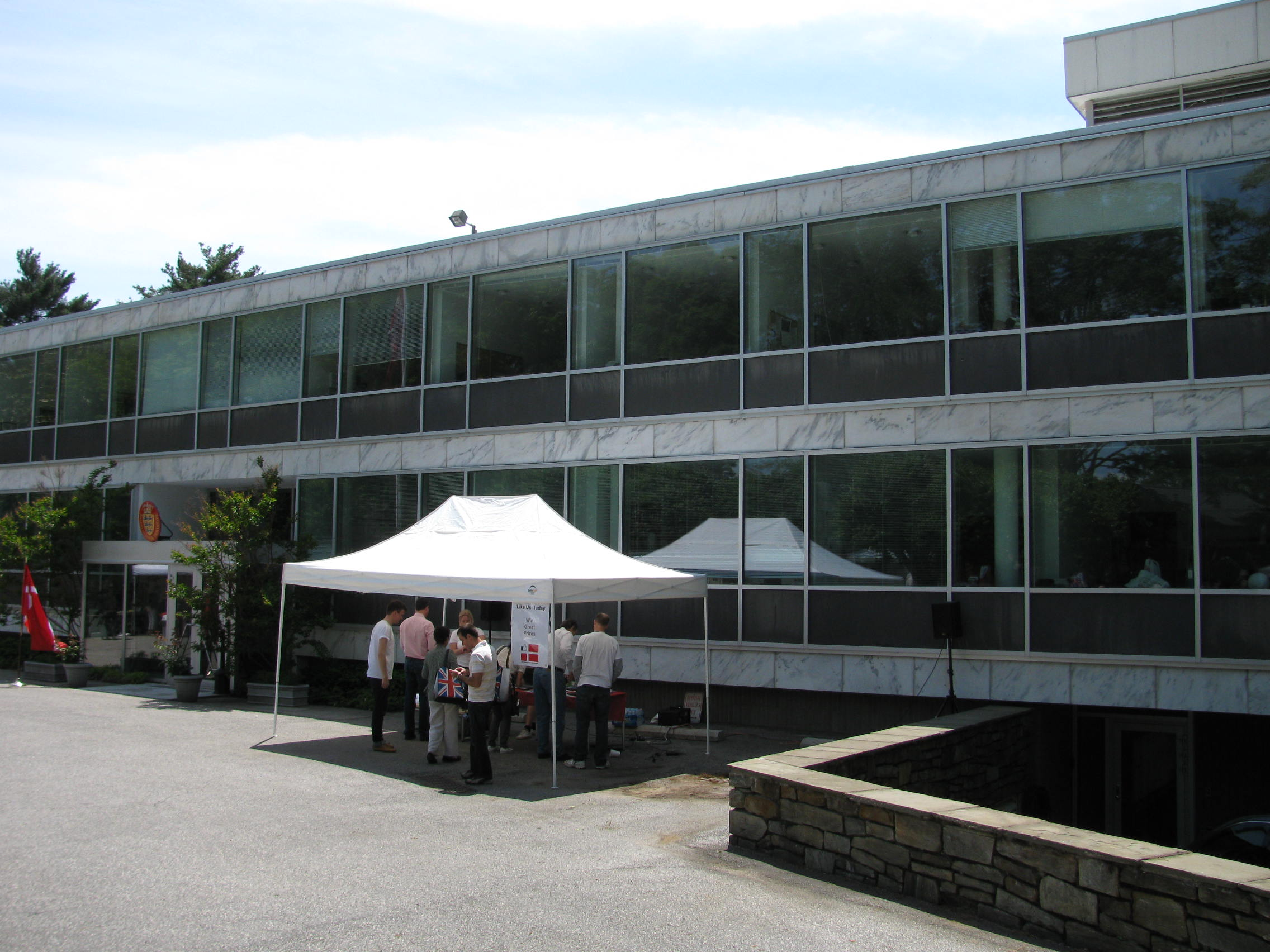
丹麦驻美大使馆

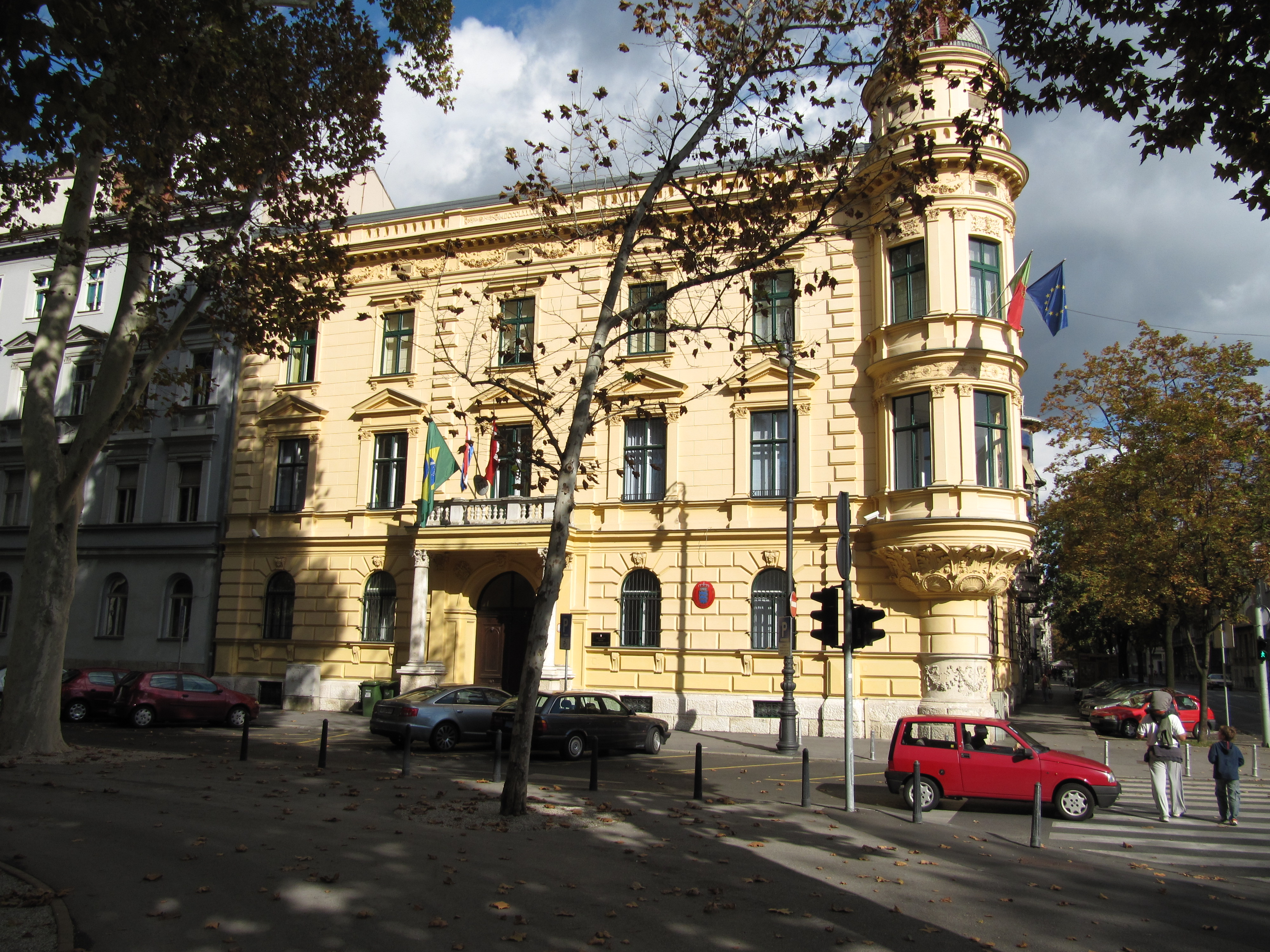
丹麦驻克罗埃西亚大使馆

- 阿尔及利亚
  - 阿尔及尔（大使馆）
- 布吉納法索
  - 瓦加杜古（大使馆）
- 埃及
  - 开罗（大使馆）
- 衣索比亞
  - 亚的斯亚贝巴（大使馆）
- - 阿克拉（大使馆）
- - 内罗毕（大使馆）
- - 巴马科（大使馆）
- 摩洛哥
  - 拉巴特（大使馆）
- 奈及利亞
  - 阿布贾（大使馆）
- 索馬利蘭
  - 哈尔格萨（代表处）
- 南非
  - 比勒陀利亚（大使馆）
- 坦桑尼亚
  - 达累斯萨拉姆（大使馆）
- 乌干达
  - 坎帕拉（大使馆）

## 美洲
- 巴西
  - 巴西利亚（大使馆）
  - 圣保罗（大使馆）
- 加拿大
  - 渥太华（大使馆（英语：Embassy of Denmark, Ottawa））
  - 多伦多（总领事馆）
- 智利
  - 圣地亚哥（大使馆（英语：Embassy of Denmark, Santiago））
- 哥伦比亚
  - 波哥大（大使馆）
- 墨西哥
  - 墨西哥城（大使馆）
- 美国
  - 华盛顿哥伦比亚特区（大使馆（英语：Embassy of Denmark, Washington, D.C.）， 格陵兰代表處）
  - 芝加哥（总领事馆）
  - 休斯顿（总领事馆）
  - 纽约（总领事馆）
  - 帕羅奧圖（总领事馆）

## 亚洲
- 阿富汗
  - 喀布尔（大使馆）
- - 达卡（大使馆）
- 中国
  - 北京（大使馆)
  - 广州（总领事馆）
  - 上海（总领事馆）
- 印度
  - 新德里（大使馆）
- 印度尼西亞
  - 雅加达（大使馆）
- 伊朗
  - 德黑兰（大使馆（波斯語：سفارت پادشاهی دانمارک در تهران））
- 以色列
  - 特拉维夫（大使馆）
- 日本
  - 東京（大使館（阿拉伯语：سفارة الدنمارك في اليابان））
- 黎巴嫩
  - 贝鲁特（大使馆）
- 緬甸
  - 仰光（大使馆）
- 巴基斯坦
  - 伊斯兰堡（大使馆）
- 巴勒斯坦
  - 拉姆安拉（代表处（阿拉伯语：ممثلية الدنمارك في رام الله））
- 菲律賓
  - 马尼拉（大使馆）
- 沙烏地阿拉伯
  - 利雅得（大使馆（阿拉伯语：سفارة الدنمارك لدى السعودية））
- 新加坡
  - 新加坡 (大使馆）
- - 首尔（大使馆（朝鲜语：주한 덴마크 대사관））
- 臺灣
  - 台北（商務辦事處（英语：Trade Council of Denmark, Taipei）)
- 泰國
  - 曼谷（大使馆）
- 土耳其
  - 安卡拉（大使馆）
  - 伊斯坦堡（总领事馆）
- 阿联酋
  - 阿布扎比（大使馆）
- 越南
  - 河内（大使馆）

## 欧洲
- 奥地利
  - 维也纳（大使馆）
- 比利时
  - 布鲁塞尔（大使馆， 法罗群岛及 格陵兰代表處)
- 保加利亚
  - 索非亚（大使馆）
- - 萨格勒布（大使馆）
- 捷克
  - 布拉格（大使馆（丹麥語：Danmarks Ambassade i Prag））
- 爱沙尼亚
  - 塔林（大使馆）
- 芬兰
  - 赫尔辛基（大使馆）
- 法國
  - 巴黎（大使馆（法语：Ambassade du Danemark en France））
- 德国
  - 柏林（大使馆）
  - 弗伦斯堡（总领事馆）
  - 汉堡（总领事馆）
  - 慕尼黑（总领事馆）
- 希腊
  - 雅典（大使馆）
- 匈牙利
  - 布达佩斯（大使馆）
- 冰島
  - 雷克雅未克（大使馆, 代表处:  法罗群岛,  格陵兰)
- 愛爾蘭
  - 都柏林（大使馆）
- 義大利
  - 罗马（大使馆）
- 拉脫維亞
  - 里加（大使馆）
- 立陶宛
  - 维尔纽斯（大使馆）
- 荷蘭
  - 海牙（大使馆）
- 挪威
  - 奥斯陆（大使馆）
- 波蘭
  - 华沙（大使馆（波兰语：Ambasada Danii w Polsce））
- 葡萄牙
  - 里斯本（大使馆）
- 羅馬尼亞
  - 布加勒斯特（大使馆）
- 俄羅斯
  - 莫斯科（大使馆（英语：Embassy of Denmark, Moscow）， 法罗群岛代表處）
  - 聖彼得堡（總領事館（英语：Consulate-General of Denmark in Saint Petersburg））
- 塞爾維亞
  - 贝尔格莱德（大使馆）
- 西班牙
  - 马德里（大使馆）
- 瑞典
  - 斯德哥尔摩（大使館（瑞典语：Danmarks ambassad i Stockholm））
- 乌克兰
  - 基辅（大使馆（英语：Embassy of Denmark, Kyiv））
- 英国
  - 伦敦（大使馆， 法罗群岛代表處）

## 大洋洲
- - 堪培拉（大使馆）
  - 悉尼（总领事馆）

## 驻国际组织代表团
- 欧洲议会[3] (斯特拉斯堡)
- 欧盟[4][5][6] (布鲁塞尔)
- 北大西洋公约组织[7] (布鲁塞尔)
- 經濟合作暨發展組織[8] (巴黎)
- 歐洲安全與合作組織[9] (维也纳)
- 國際原子能機構[9] (维也纳)
- 全面禁止核子試爆條約組織 [9] (维也纳)
- 联合国
  - 纽约[10]
  - 日内瓦[11]
  - 维也纳[12]

## 相关参见
- 駐丹麥外交機構列表（英语：List of diplomatic missions in Denmark）
- 丹麦外交
- 丹麦外交部